# Мельничук Сергій Андрійович
Сергій Андрійович Мельничук (нар. 31 серпня 1964, Краснодон, Луганська область, УРСР, СРСР) — український правозахисник, лавреат премії Олекси Гірника, автор книжки «Моя боротьба за мову».

## Життєпис
Після закінчення 8-ми класів школи № 3 м. Суходільська Луганської області поступив на роботу до Краснодонського комбінату побутового обслуговування за спеціальністю шевця. Працюючи продовжував навчання у вечірній школі № 3 м. Суходільська, яку закінчив у 1982 році.
У 1983—1988 роках працював прохідником у шахті імені 25-го з'їзду КПРС (зараз, шахта Дуванна) виробничого об'єднання «Краснодонвугілля». Після принципового небажання парторга шахти підписати направлення на навчання до Дніпропетровського гірничого університету звільнився із шахти. Ні до комсомолу, ні до комуністичної партії не вступав.
Із 1990 року займався дрібним приватним підприємством.
Із 2000 року бере участь у громадській роботі Всеукраїнського товариства «Просвіта» імені Тараса Шевченка.
Під час президентської виборчої кампанії 2004-го року керував роботою виборчого штабу Віктора Ющенка у Краснодонському районі Луганської області.
Із 2007 року очолює Луганську крайову організацію Української республіканської партії.
2007—2012 рік працює помічником-консультантом народного депутата України Гнаткевича Юрія Васильовича

### Громадська діяльність
Із серпня 2002 року відстоює в суді своє конституційне і природне право на всебічний розвиток і функціонування української мови в усіх сферах суспільного життя на всій території України, що призвело до кримінального переслідування його правоохоронними органами. 
У судовій справі про порушення Луганським міськвиконкомом конституційного ладу застосування державної мови, пройшовши усі судові інстанції в Україні, 2 жовтня 2004 року Сергій Мельничук звернувся за захистом своїх конституційних прав до Європейського Суду з прав людини.
13 жовтня 2004 року проти Мельничука була вчинена чергова провокація, на підставі якої, усупереч ст. 62 Конституції України, беручи за основу суперечливі свідчення єдиного свідка і потерпілого, які в процесі досудового й судового слідства постійно кардинально змінюють свої покази, було порушено проти нього кримінальну справу звинувачуючи в умисному нанесенні тілесних ушкоджень середньої тяжкості та хуліганстві.
6 листопада 2006 року Жовтневий районний суд м. Луганська розглянувши позов Мельничука С. А. до Східноукраїнського національного університету імені Володимира Даля (далі СНУ ім. В. Даля), у якому Мельничук навчався, про визнання діяльності СНУ ім. В. Даля дискримінаційною за мовною ознакою, та зобов'язати СНУ ім. В. Даля реорганізувати свою діяльність відповідно до українського законодавства, суд ухвалив постанову, в якій зобов'язав СНУ ім.. В. Даля надати Мельничуку С. А. освіту державною — українською мовою.
21 грудня 2006 року в приміщенні Луганської обласної телестудії ІРТА, після закінчення телепередачі, у якій обговорювалася раніше згадана постанова суду, депутат Луганської міської ради від «Партії регіонів» Арсен Клінчаєв, який брав участь у цій телепередачі в якості експерта, ударив Мельничука кулаком в обличчя. У наслідок чого Мельничук потрапив до лікарні з діагнозом струс мозку. Але як не дивно, усупереч ст. 62 Конституції України, на підставі сумнівних доказів і суперечливих показів, справу порушили проти Мельничука звинувачуючи його у хуліганстві та умисному нанесенні Клінчаєву Арсену Степановичу тілесних ушкоджень середньої тяжкості.
Обидві згадані кримінальні справи порушені проти Мельничука суд своєю постановою двічі кожну і тричі після об'єднання справ в одне кримінальне провадження повертав на додаткове досудове розслідування, оскільки досудове розслідування справ проводилось із грубим порушенням процесуальних норм українського законодавства.
За українським законодавством суд не обмежений строком розгляду кримінальної справи, на підставі чого, суд може розглядати кримінальну справу будь-якої тяжкості поки не помре підсудний. Що є психологічним знущанням над підсудним з метою, коли через відсутність складу злочину неможливо постановити обвинувальний вирок, змусити підсудного визнати себе винним і звільнити його від кримінальної відповідальності у зв'язку із закінченням строку давності злочину, який підсудний не скоював, але визнав себе винним.
Незважаючи на публічні обіцянки журналістам Президента України Ющенка В. А. узяти під свій особистий контроль розслідування кримінальних справ, порушених проти Мельничука, та такі ж самі обіцянки журналістам Віктора Януковича на своїй прес-конференції прем'єр-міністра, — розібратися з цими справами, в одній із яких досудовим слідством потерпілим визнано його однопартійця депутата Луганської міської ради Арсена Клінчаєва, за заявою якого, порушена одна із згаданих кримінальних справ, до сьогоднішнього дня згадані кримінальні справи судом не розглянуто. Мельничуку неодноразово пропонували, спочатку Клінчаєв, а потім і «представники» правоохоронних органів, за умови визнання себе винним, закрити усі порушені проти нього кримінальні справи.
У зв'язку зі струсом мозку та проведенням слідчих дій, по вище згаданим кримінальним справам, у 2007 році Мельничук не встиг здати зимову сесію унаслідок чого був виключений з університету. Лікарі відмовили йому надати довідку, яка б рекомендувала перенести зимову сесію на пізніший термін у  зв'язку з нещодавно перенесеним струсом мозку.
Мельничук свідчить:
| Вступаючи у 2007 році знов до СНУ ім. В. Даля на навчання за фахом «Право», я здав усі необхідні документи для вступу, у тому числі й медичні. За тиждень до вступних іспитів я отримав телеграму з СНУ ім.. В. Даля: «рішенням приймальної комісії СНУ ім. В. Даля протокол нр 21 від 14 липня 2007 р вам відмовлено в допуску до вступних випробувань та участі в конкурсі за напрямом підготовки право через медичні протипоказання / приймальна комісія Голубенко А. Л.». Одразу, після отримання даної телеграми, я звернувся до Жовтневого районного суду м. Луганська з відповідним позовом та заявою про забезпечення позову, в якій просив суд допустити мене до вступних іспитів та забронювати одне місце на навчання в університеті за фахом «Право» до з'ясування усіх обставин. Суд відмовив у задоволені заяви про забезпечення позову. Щороку я успішно здавав державні тести ЗНО (зовнішнього незалежного оцінювання) щоб знову вступити до СНУ ім.. В. Даля за напрямом навчання «Право», але із-за зволікання судового розгляду позову про визнання протиправним заборону навчатися мені за фахом «Право», щороку навчання відкладалося на наступний рік. Аби далі не марнувати час, у 2009 році я вступив до кафедри політології СНУ ім.. В. Даля на навчання за спеціальністю «Політолог». 16 березня 2010 року Окружний адміністративний суд міста Києва нарешті розглянув мій позов і визнав протиправним заборону навчатися мені за фахом «Право». |
У 2010 році Мельничук знову вступив  до юридичного факультету СНУ ім. В. Даля на бюджетну форму навчання за фахом «Право».
У 2013 році Мельничук С. А. закінчив навчання на кафедрі «Політологія» СНУ ім. В. Даля отримавши диплом із кваліфікацією бакалавра політології. У 2014 році закінчив навчання на юридичному факультеті СНУ ім. В. Даля отримавши диплом із кваліфікацією бакалавра правознавства із прокурорсько-слідчою спеціалізацією, після чого, вступив до Національної академії внутрішніх справ України [Архівовано 24 грудня 2017 у Wayback Machine.], яку успішно закінчив у 2015 році отримавши диплом повної вищої освіти за спеціальністю «Правознавство», кваліфікацією юрист.
Але безкомпромісна боротьба за отримання освіти державною мовою між Мельничуком і державною структурою України тривала весь час навчання. Найзнаковішим, установленим судом, фактом системного знищення основних ознак національної ідентичності титульної нації України, із виграних Мельничуком судових процесів, Мельничук вважає рішення Жовтневого районного суду м. Луганська від 15 жовтня 2012 року, який розглянувши позов Мельничука визнав дії професора конституційного права СНУ ім. В. Даля — Фоміна А. І. — відмову викладати Мельничуку С. А. лекції українською мовою протиправним, та зобов'язав адміністрацію СНУ ім. В. Даля забезпечити всебічний розвиток і функціонування української мови в усіх сферах діяльності СНУ ім. В. Даля для позивача.
Додаткова інформація: професор конституційного права Фомін А. І. у серпні 2012 року був делегований тодішнім Президентом України Януковичем В. Ф. до робочої групи з питань розроблення системних пропозицій стосовно українського законодавства щодо порядку застосування мов в Україні та проекту Державної програми всебічного розвитку і функціонування української мови. [Архівовано 25 лютого 2022 у Wayback Machine.].
Крім відстоювання свого конституційного права на отримання освіти державною мовою Мельничук неодноразово зобов'язував через суд органи прокуратури та МВС України у м. Луганську використовувати українську мову як державну при здійсненні повноважень органів державної влади.
Мельничук неодноразово звертався з позовними заявами проти вищих посадових осіб держави з вимогою зобов'язати їх використовувати при здійсненні своїх повноважень українську мову як державну. Окружний адміністративний суд міста Києва розглянувши позови Мельничука С. А. подані у червні 2017-го року проти міністра МВС України Авакова А. С. та січні 2018-го року проти першого заступника Голови Національної поліції України, начальника кримінальної поліції Аброськіна В. В. про порушення статті 10 Конституції України — невикористання української мови як державної при здійсненні повноважень органу державної влади, — визнав правомірним невикористання відповідачами державної мови при здійснення своїх державних повноважень мотивуючи тим, що закон України «Про засади державної мовної політики», чинний на час вчинення дій, що стали предметом позову, дозволяє використовувати при здійсненні державних повноважень окрім української-державної мови й інші мови.. [Архівовано 4 червня 2019 у Wayback Machine.] Під час брифінгу на тему «Рішення суду за позовами про порушення конституційного ладу застосування державної мови вищими посадовими особами України», на якому Надзвичайний повноважний посол України, з 2006 по 2010 рік представник України в Раді ООН із прав людини Володимир Василенко та суддя Конституційного Суду України у відставці Віктор Шишкін проаналізували на відповідність Конституції України рішення адміністративного суду по справах за позовними заявами Мельничука щодо порушення статусу державної мови міністром МВС Арсеном Аваковим, першим заступником Голови Національної поліції В'ячеславом Аброськіним та Президентом України Володимиром Зеленським. На цьому брифінгу спікери одностайно дійшли думки, що вище згадані рішення адміністративного суду суперечать Конституції України. [8]
Процес вище згаданої правозахисної діяльності Мельничука С. А. частково відображений у збірці документів і публікацій, розміщених у другому доповненому виданні його книжки «Моя боротьба за мову [Архівовано 10 лютого 2022 у Wayback Machine.]». У якій збірка документів правозахисної діяльності автора книги документально висвітлює процес поширення нацистської ідеології «Русского мира» в Україні, зокрема в Луганську, як плацдарм для воєнної інтервенції кремлівсько-терористичних військ в Україну під приводом захисту російськомовного населення.
Автор сподівається, що дана збірка документів незабаром стане матеріалом для професійного дослідження працівниками СБУ.
Як стверджує Сергій Мельничук: «Якщо провести перевірку діяльності суддів та інших посадових осіб органів державної влади України, підписи яких стоять на документах, розміщених у книзі „Моя боротьба за мову [Архівовано 10 лютого 2022 у Wayback Machine.]“, зміст яких нагадує явку з повинною про:
1) системне знищення працівниками органів державної влади основних ознак національної ідентичності титульної нації України, зокрема української мови;
2) порушення конституційного права громадян на всебічний розвиток і функціонування української мови в усіх сферах суспільного життя на всій території України;
3) розпалення міжнаціональної ворожнечі за мовною ознакою, що призвело до анексії Криму та окупації окремих районів Донецької і Луганської областей,
 — можна виявити не одну мережу колаборантів — агентів ФСБ у центральних органах виконавчої та судової влади України. Особливо великий „урожай“ буде, якщо дослідити матеріали, на підставі яких укладалися розміщені в даній книзі документи.».
Український поет, перекладач, літературний критик, Герой України Дмитро Васильович Павличко ознайомившись із першим виданням книжки «Моя боротьба за мову» 19 жовтня 2011 року написав вірша «Сергієві Мельничуку», який опубліковано у збірці Дмитра Павличка «Символ віри» [Архівовано 11 січня 2017 у Wayback Machine.], видання 2013 року.
СЕРГІЄВІ МЕЛЬНИЧУКУ
Мій дорогий Сергію Мельничуку, 

Я чув твоєї крові гордий спів, 

Коли ти мову взяв за руку, 

В Луганській університет завів.

Ти не злякався суржика бидляти, 

Ненависті, що зівсібіч пекла, 

Ти змусив окупанта розмовляти, 

Вклонитись мові змусив ти хахла.

Ти йшов із рідним словом на кострище, 

Ти зграї малоросів переміг, 

Та знов перевертень над нами свище, 

І серце мови рве новий батіг.

Неправедний закон, олжі основа, 

Підводиться, як нашій правді мста, 

Ти знай, мій брате, буде наша мова

Сильнішою, як зійде із хреста.

Я вірю, що до Києва з Луганська

До всіх осель численних Україн

Твоя наука і душа повстанська

Іде й гуде, як воскресіння дзвін.

## Родина
Мати, Мельничук (до шлюбу Гончарук) Марія Мефодіївна, народилася 28 січня 1935 року в селі Лащова Тальнівського району Черкаської області. Переїхавши на Донбас, свою трудову діяльність розпочала у шахті, після виведення жінок із шахти працювала вантажницею на лісовому складі.
Батько, Мельничук Андрій Іванович, народився 6 грудня 1936 року в селі Яринівка Березівського району Рівненської області. Працював як і всі родичі чоловічої статі в шахті, підземним електрослюсарем шахти імені 50-річчя СРСР виробничого об'єднання «Краснодонвугілля».

## Відзнаки
У березні 2007 року був нагороджений премією імені Олекси Гірника за громадянську мужність у відстоюванні свого конституційного і природного права на отримання вищої освіти українською мовою.

## Публікації
У квітні 2010 року вийшла збірка документів і публікацій правозахисної діяльності Мельничука під назвою: «Моя боротьба за мову» або документальне висвітлення методів «історичного складання» російськомовного населення України.
У березні 2017 року вийшло друге доповнене видання збірки документів і публікацій правозахисної діяльності Сергія Мельничука під назвою: «Моя боротьба за мову [Архівовано 10 лютого 2022 у Wayback Machine.]», у якій збірка документів правозахисної діяльності автора книги документально висвітлює процес поширення нацистської ідеології «Русского мира» в Україні, зокрема в Луганську, як плацдарм для воєнної інтервенції кремлівсько-терористичних військ в Україну під приводом захисту російськомовного населення.
Автор сподівається, що дана збірка документів незабаром стане матеріалом для професійного дослідження працівниками СБУ.
Національна бібліотека України імені В. І. Вернадського додала друге доповнене видання книжки Сергія Мельничука «Моя боротьба за мову [Архівовано 10 лютого 2022 у Wayback Machine.]» до колекції електронної бібліотеки «Україніка» НБУВ.
Публікації та інтерв'ю в Інтернеті
1. «Критерії діяльності правоохоронців» [Архівовано 13 вересня 2016 у Wayback Machine.]
2. «Сурми грають — кличуть до бою!» [Архівовано 22 серпня 2016 у Wayback Machine.]
3. «Дискусії з молоддю про майбутнє України» [Архівовано 1 вересня 2016 у Wayback Machine.]
4. Друге доповнене видання «Моя боротьба за мову» [Архівовано 10 лютого 2022 у Wayback Machine.] [Архівовано 10 лютого 2022 у Wayback Machine.][4]
5. Судовий позов до Авакова і Аброськіна. Знищення ознак національної ідентичності [Архівовано 17 травня 2018 у Wayback Machine.][3]
6. С. Мельничук Моя боротьба за мову Презентація[5]
7. Судовий розгляд позовів проти Авакова і Аброськіна. Що скажуть тепер? [Архівовано 4 червня 2019 у Wayback Machine.][6]
8. Українська мова і Рабінович. Конституційний суд дав чітку відповідь [Архівовано 13 вересня 2019 у Wayback Machine.].[7]
9. Рішення суду щодо застосування державної мови вищими посадовими особами України. УКМЦ 24.01.2020[8]
10. Мова і національна безпека. УКМЦ 16.07.2020
11. СУД ІЗ ПРЕЗИДЕНТОМ УКРАЇНИ [Архівовано 16 листопада 2020 у Wayback Machine.][9]
12. Сергій Мельничук: «Ніхто за нас, українців, не буде відстоювати українські національні інтереси»[10]
13. Сергій Мельничук: «Мовний закон. СБУ зобов'язана відреагувати на заклик до насильницької зміни конституційного ладу — правозахисник»
14. Судовий процес за позовом проти президента України Володимира Зеленського. УКМЦ 10.02.2021
15. Коефіцієнт корисної дії держслужбовця - усунути не можна залишити.[11]

Публікації про Мельничук
1. «Язык мой — враг мой?» 21.05.2003 р. м. Луганськ / Яна Осадчая, г-та «Курьер» № 21 (353)
2. «Сергій Мельничук проти прокурора» / 11.06.2003 Микола ЦИВІРКО, г-та «Вечірній Київ»
3. У кривому дзеркалі українського правосуддя [Архівовано 17 листопада 2020 у Wayback Machine.][12] Марта Онуфрів